# Дејан Ловрен
Дејан Ловрен (Зеница, 5. јул 1989) хрватски је фудбалер.
Своју сениорску каријеру започео је у загребачком Динаму, 2006. Од 2006. до 2008. био је на позајмици у клубу Интеру из Запрешића. У лето 2010. је прешао у Олимпик Лион, од 2013. је био играч Саутемптона, а 27. јула 2014. потписао је уговор са Ливерпулом. За Фудбалску репрезентацију Хрватске игра од 2009.
Треће место на Светском првенству у Катару прославио је уз усташке песме.

## Трофеји

### Интер Запрешић
- Друга лига Хрватске (1) : 2006/07.

### Динамо Загреб
- Првенство Хрватске (1) : 2008/09.
- Куп Хрватске (1) : 2008/09.

### Олимпик Лион
- Куп Француске (1) : 2011/12.

### Ливерпул
- Премијер лига (1): 2019/20.
- Лига шампиона (1): 2018/19.
- Суперкуп Европе (1): 2019.
- Светско клупско првенство (1): 2019.

### Зенит Санкт Петербург
- Првенство Русије (1) : 2020/21.
- Суперкуп Русије (1) : 2020.